# Ryo (attrice)
Yumiko Miyada (宮田 ゆみ子?, Miyada Yumiko; Saitama, 17 gennaio 1973) è un'attrice, modella ed ex cantante giapponese conosciuta sotto il nome d'arte di Ryo (りょう).
A partire dalla metà degli anni '90 si è sempre più fatta conoscere partecipando a molti film e dorama.

## Filmografia

### Cinema
- Gemini (Soseiji), regia di Shinya Tsukamoto (1999)
- Distance (2001)
- Harmful Insect (2001)
- Rock'n Roll Mishin (2002)
- Alive, regia di Ryūhei Kitamura (2002)
- Bright Future (Akarui Mirai) (2003)
- Azumi, regia di Ryūhei Kitamura (2003)
- Walking with the Dog (2004)
- Kyashan - La rinascita (キャシャーン Casshern), regia di Kazuaki Kiriya (2004)
- Canary (2005)
- Welcome to the Quiet (Quiet room ni yôkoso) (2007)
- The Witch of the West is Dead (2008)
- Goemon (五右衛門 Goemon), regia di Kazuaki Kiriya (2009)

### Televisione
- Bitter Sugar (2011 NHK)
- Juui Dolittle (2010, epi 6)
- Code Blue 2 (2010 Fuji TV)
- Konkatsu! (2009 Fuji TV)
- Zeni Geba (2009 NTV)
- Code Blue SP (2009 Fuji TV)
- Ryūsei no kizuna (2008 TBS)
- Code Blue (2008 Fuji TV)
- Hokaben (2008 NTV)
- Top Sales (2008 NHK) epi 1-2
- Mada Minu Chichi e, Haha e (2007 Fuji TV)
- Team Medical Dragon-Iryu 2 (2007 Fuji TV) ep. 1
- Barefoot Gen-Hadashi no Gen) (2007 Fuji TV)
- Sexy Voice and Robo (2007 NTV) ep. 6
- Kirakira Kenshui (2007 TBS)
- Suppli (2006 Fuji TV)
- Top Caster (2006 Fuji TV) ep. 5
- Jikou Keisatsu (2006 TV Asahi) ep. 9
- Last Christmas (2004 Fuji TV)
- Ichiban Taisetsuna Date ~ Tokyo no Sora, Shanghai no Yume (2004 TBS)
- Rikon Bengoshi (2004 Fuji TV) ep. 5
- Boku to kanojo to kanojo no ikiru michi (2004 Fuji TV)
- Message: Kotaba ga Uragitte Iku (2003 NTV)
- Kaidan Hyaku Monogatari (2002 Fuji TV) ep. 7
- Nemurenu Yoru Wo Daite (2002 TV Asahi)
- Hito ni Yasashiku (2002 Fuji TV)
- Hero (2001 Fuji TV) ep. 9
- Love Complex (2000 Fuji TV)
- Joi (1999 NTV)
- Naomi (1999 Fuji TV)
- Aishi Suginakute Yokatta (1998 TV Asahi)
- Face (1997 Fuji TV)
- Koi no bakansu (1997 NTV)
- Long Vacation (1996 Fuji TV)

- Watashi danna o shea shiteta (わたし旦那をシェアしてた?) – serie TV (2019)